# Međunarodna korporacija
Međunarodna korporacija, multinacionalna ili transnacionalna tvrtka je naziv za korporaciju ili poslovni pothvat koji proizvodi robu ili pruža usluge u više od jedne države. Prema definicija Međunarodne organizacije rada pod međunarodnom korporacijom se podrazumijeva svaka korporacija ili poduzeće čije se sjedište nalazi u jednoj, odnosno matičnoj zemlji, a poslovni pogoni i druge radne jedinice u drugim, tzv. zemljama-domaćinima.
Multinacionalne korporacije često imaju budžete, koji su višestruko veći od bruto domaćeg proizvoda pojedinih zemalja. To im daje snažan utjecaj na lokalne, ali i na svjetsko gospodarstvo, pa zbog toga često igraju važnu ulogu u međunarodnim odnosima, pogotovo u doba globalizacije. Njihova moć i utjecaj ponekad su predmetom kritika. Nacionalni sindikati i mali poduzetnici u podređenom su položaju u odnosu na multinacionalne korporacije, jer djeluju na nacionalnoj razini, a multinacionalne korporacije na globalnoj razini.

## Vanjske poveznice
- Data on transnational corporations
- CorpWatch
- UNCTAD - Lists of largest TNCs  Arhivirana inačica izvorne stranice od 23. svibnja 2011. (Wayback Machine)